# J'ai de la chance
Pour les articles homonymes, voir IFL.

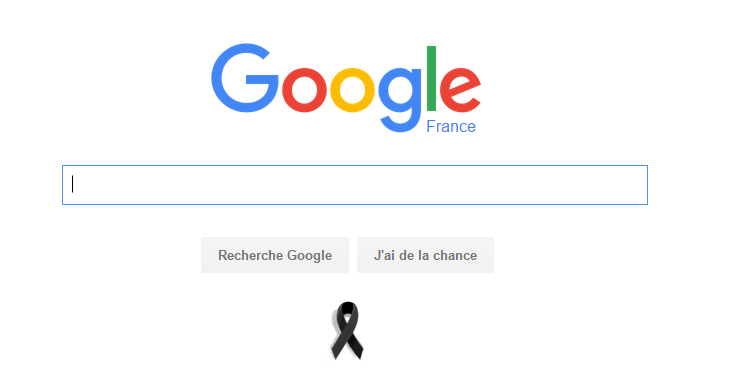
Sur la page d'accueil du site google.com, le bouton « J'ai de la chance » est situé en bas à droite de la zone de saisie.

J'ai de la chance (en anglais, I'm Feeling Lucky ou IFL) est, dans le moteur de recherche Google, le mode de recherche qui ouvre directement la page arrivant en tête des résultats, sans passer par la liste des propositions.
Il tire son nom de la phrase inscrite sur le bouton permettant d'y accéder, sur la page de recherche de Google, qui est aussi sa page d'accueil. L'idée est que l'utilisateur « a de la chance » si cette page correspond parfaitement à sa recherche : c'est en effet un gain de temps, puisqu'il n'a pas à parcourir la page de résultats et à sélectionner manuellement celui qui convient.

## Une question de confiance
L'efficacité de ce mode de recherche implique que les résultats renvoyés par Google, et l'ordre dans lequel ils sont classés, soient le plus pertinents possible. Son utilisation témoigne donc d'une certaine confiance envers PageRank, le système de classement de Google dans le monde
À ce sujet, il est écrit sur une des pages de présentation du site :
« Parmi ses nombreuses qualités, Google a le don de proposer en première position le résultat qui correspond à 110 % à votre requête ! En fait, nous sommes tellement sûrs de la qualité de notre service de recherche que nous vous proposons le bouton « J'ai de la chance » […]. Avec la fonction « J'ai de la chance », vos recherches sont encore plus rapides – mais toujours aussi efficaces ! »
Ce mode de recherche est efficace lorsque l'entité recherchée possède un site officiel, ce qui est notamment le cas des institutions. L'exemple donné par Google dans ses pages d'aide, est l'Université Stanford, où les deux fondateurs du site ont fait leurs études : une recherche sur le mot-clé « Stanford » a de grande chance vers son site web de https://www.stanford.edu/, mais ce n'est pas systématiquement le cas, cela peut aussi rediriger vers la page Wikipédia https://fr.wikipedia.org/wiki/Universit%C3%A9_Stanford.
Toutefois, le fonctionnement intrinsèque du moteur de recherche fait qu'on peut manipuler ses résultats, par le biais d'une technique appelée bombardement Google. Il est possible de nuire à quelque chose ou à quelqu'un, en faisant en sorte qu'une recherche à son sujet en mode « J'ai de la chance » redirige vers une page néfaste à son image. Cette fonctionnalité n'est pas indispensable à un bombardement Google, mais elle en maximise l'effet lorsqu'on en fait la démonstration[pas clair].

## Accès
Sur la page d'accueil de Google, des deux boutons apparaissant sous le champ de saisie, c'est de celui de droite qu'il s'agit, l'autre étant destiné aux recherches traditionnelles.
Cette configuration est toutefois inversée lorsque l'interface est traduite (voir infra) dans des systèmes d'écriture de droite à gauche.
Depuis Google Instant, le raccourci clavier pour y accéder est de descendre sur mot désiré avec les flèches du clavier puis d'appuyer sur la flèche de droite.
Si le champ de saisie est vide et que l'on clique sur le bouton « J'ai de la chance », on est redirigé vers la page Google Doodles.

## Intégration

### Dans Firefox
Cette fonctionnalité était, avant Firefox 4, intégrée par défaut au navigateur web Mozilla Firefox et s'utilisait en tapant directement une recherche dans la barre d'adresse.
Ce comportement est défini par la valeur-clé keyword.URL de about:config.
Cette intégration présentait toutefois un problème possible : une adresse mal saisie (par exemple un deux-points omis entre http et les deux barres obliques //) n'est pas reconnue comme une adresse web, mais considérée comme un mot clé pour une recherche Google, et redirigeait vers une page totalement inattendue : celle correspondant au premier résultat de la recherche « http » (à une époque antérieure[Quand ?], il s'agissait du site du Monde pour une recherche en français[réf. souhaitée], et celui de Microsoft pour une recherche en anglais[réf. souhaitée] ; le mot-clé pointe maintenant vers l'article « HTTP » de l'encyclopédie en ligne Wikipédia). Ce comportement a dérouté certains utilisateurs[réf. souhaitée].

### Dans laGoogle Toolbar
Le mode de recherche « J'ai de la chance » est intégré de deux manières à la Google Toolbar:
- il peut être obtenu en maintenant la touche Alt appuyée au moment de cliquer sur le bouton de recherche traditionnel ;
- les utilisateurs peuvent également configurer la barre d'outils pour ajouter un bouton « J'ai de la chance » s'ils le souhaitent ; la phrase inscrite sur le bouton est alors accompagnée d'une icône représentant un trèfle à quatre feuilles, considéré comme porte-bonheur.

## URL

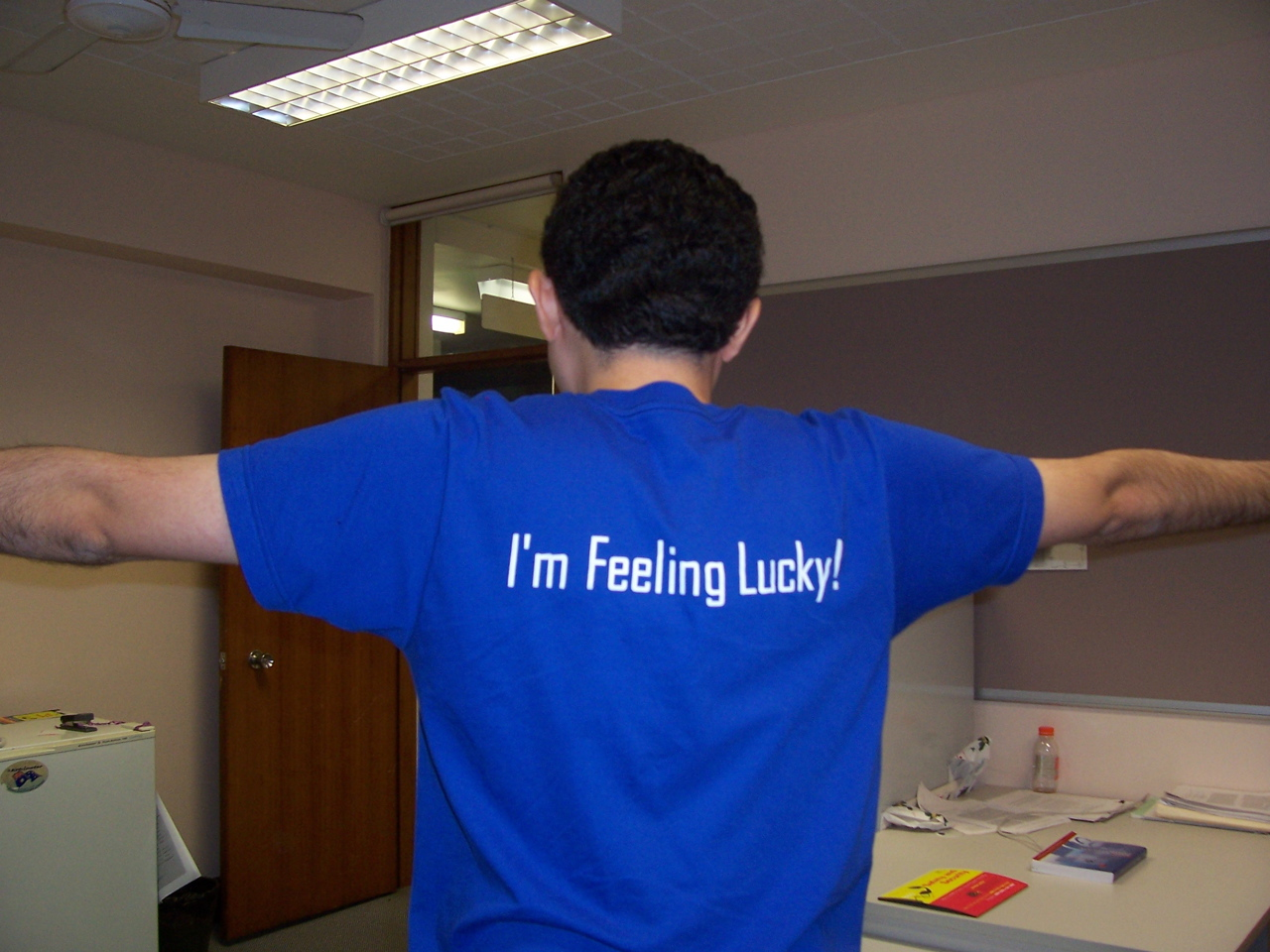
Face arrière d'un tee-shirt dérivé.

- Lorsqu'une page web est atteinte en utilisant cette option, le référent enregistré dans le journal est de la forme http://www.google.fr/webhp? (au lieu de http://www.google.fr/search? lorsque l'internaute y a accédé en cliquant sur un résultat).
- On peut créer un hyperlien vers une requête Google en mode « J'ai de la chance » en ajoutant le paramètre btnI=I'm Feeling Lucky à l'URL de la requête. Ainsi, suivre le lien http://www.google.com/search?q=stanford&btnI=I'm%20feeling%20lucky redirige vers le premier résultat affiché, par exemple http://www.stanford.edu, ou https://fr.wikipedia.org/wiki/Universit%C3%A9_Stanford.

## Dérivés autour de cemème
La firme commercialise sur Google Store des produits dérivés portant cette inscription, notamment des tee-shirts.
En juin 2004, Google rachète Picasa, un logiciel de gestion d'images. Les développeurs y incorporent alors un bouton « J'ai de la chance » permettant d'équilibrer automatiquement le contraste et les couleurs d'une image ; l'utilisateur « a de la chance » si les modifications effectuées par le logiciel améliorent la qualité de l'image (et peut les invalider si ce n'est pas le cas).
Le 1er avril 2008, l'un des poissons d'avril de Google a été d'ajouter un bouton « I'm Feeling Lucky » dans son service d'agenda Google Calendar, qui créait un rendez-vous avec une célébrité choisie au hasard,.
Sur la page Google dédiée au célèbre jeu Pacman, le bouton « J'ai de la chance » est remplacé par « Insert coin » et permet de lancer une nouvelle partie.
Sur The Pirate Bay le bouton « I'm Feeling Lucky » est aussi présent à côté de « Pirate Search ».

## Popularité
Marissa Mayer estimait en 2007 que moins d'un pour cent des requêtes effectuées sur le moteur de recherche utilise le mode « J'ai de la chance ». Sergei Brin (cofondateur de Google) lui-même avoue l'utiliser assez rarement.

## Statutlégal
Le 25 février 2002, Google a demandé que la phrase originale en anglais soit une marque déposée aux États-Unis, ce qui fut obtenu le 30 novembre 2004. On peut donc la trouver suivie de la mention « ™ » (pour « trademark »).

## Dans les différentes langues
L'interface de Google est traduite dans de nombreuses langues, ce qui fait autant de versions de « J'ai de la chance ». Certaines sont à la forme exclamative, bien que l'original ne le soit pas.

## Problèmes posés
Le formulaire de recherche de Google, qui contient le bouton « J'ai de la chance », est accessible dès la page d'accueil, c'est-à-dire dès que l'internaute arrive sur le site. Or aucune publicité n'y est affichée, seule la page de résultats en contient ; mais comme cette page de résultats n'est pas affichée en mode « J'ai de la chance », l'internaute qui effectue une recherche par ce biais n'est jamais exposé à la publicité, qui constitue pourtant la source de revenus de l'entreprise. Tom Chavez, un consultant dans le domaine de la publicité en ligne, a calculé que cela représenterait un manque-à-gagner de 110 millions de dollars par an.
D'autre part, l'utilisabilité de ce bouton n'est pas optimale selon Jakob Nielsen, un consultant influent dans ce domaine : son intitulé étant énigmatique, les utilisateurs n'ont pas d'indice leur permettant de deviner son utilité à première vue.
Nielsen estime que si le bouton n'est pas retiré, c'est pour ne pas donner l'image d'une entreprise qui se prend trop au sérieux.
On peut aussi signaler que la touche Entrée étant fréquemment utilisée pour afficher les résultats Google, les internautes ne prennent souvent pas la peine de cliquer sur le bouton « J'ai de la chance » car il oblige plus ou moins à utiliser la souris.
Par ailleurs, la fonctionnalité peut être détournée de manière frauduleuse par les spammeurs. Ces derniers peuvent en effet créer des liens vers les sites qu'ils souhaitent promouvoir, en utilisant la fonctionnalité de Google comme une sorte de redirection. De cette manière, c'est le nom de domaine de Google qui apparaît dans l'URL, et Google étant réputé sûr, cette technique permet de ne pas éveiller les soupçons des utilisateurs et des filtres anti-spam.

## Pseudo-protocole
L'utilisation de cette fonctionnalité peut se rapprocher de la technologie des marque-pages. Il s'agit, pour une page web donnée, de trouver une combinaison de mots-clés qui redirigera vers cette page en utilisant le mode « J'ai de la chance ». On peut alors identifier cette page par la combinaison de mots-clés trouvée plutôt que par son URL.
Ce procédé peut servir de moyen mnémotechnique, ou constituer une manière plus commode de communiquer l'adresse d'une page à quelqu'un d'autre.
Ce concept peut même être implémenté sous la forme d'un pseudo protocole dénommé IFL (sigle de « I'm Feeling Lucky »). Il s'agit de standardiser la notation en faisant précéder les différents mots-clés par ifl://, et en les séparant par des signes +, afin d'en faire une véritable adresse. Par exemple, ifl://stanford pourrait correspondre à http://www.stanford.edu. Ce protocole a été proposé par le site web Fish.cx sous le slogan « Link by What, not Where ».
Il est même possible de faire en sorte que les liens pointant vers des adresses IFL soient effectifs. Il faut pour cela modifier quelques entrées de la base de registre, sous Windows. Des programmes ont par ailleurs été développés dans cette même optique.
Ce système présente toutefois un inconvénient : le web étant dynamique, le résultat le mieux classé pour une combinaison de mots-clés donnée peut varier avec le temps. Une adresse utilisant le protocole IFL n'est donc pas stable.

## Caricatures
Le dessin du 27 janvier 2006 de la bande dessinée en ligne Joy of Tech, par Nitrozac & Snaggy, met en scène un jeune homme assis au milieu de la chaussée devant un ordinateur portable connecté sur la page d'accueil de Google. Devant lui, une colonne de chars aux couleurs de la république populaire de Chine. Celui qui est en tête de cortège a son canon pointé sur le jeune homme, et son conducteur s'adresse à lui en ces termes : « Are you feeling lucky? » 
Il s'agit en fait d'une double référence, d'une part à une très célèbre photographie représentant un homme bloquant seul l'avancée des blindés lors des manifestations de la place Tian'anmen, en 1989 ; et d'autre part au film Dirty Harry.
En effet, Google aurait autocensuré les résultats de la version chinoise de son moteur de recherche d'images, afin que ces photos donnant une mauvaise image du régime en place n'apparaissent pas aux utilisateurs chinois lors d'une recherche sur la place Tian'anmen.
Pour les mêmes raisons, une association d'étudiants américains militant pour que la république populaire de Chine accorde son indépendance au Tibet a conçu un script  pour Greasemonkey — une extension de Firefox — qui permet à tout utilisateur l'ayant installé de modifier localement l'apparence de la page d'accueil de Google. « I'm Feeling Lucky » y est notamment remplacé par « I'm feeling repressed » (« repressed » signifiant « opprimé »).
Dans elgooG — un site web qui parodie Google en reprenant son interface et ses résultats, mais en inversant l'ordre des lettres — « I'm Feeling Lucky » devient logiquement « ykcuL ginleeF m'I ». Dans Googoth, un autre site miroir, dont le design est cette fois inspiré par le mouvement gothique, il devient « I'm Feeling Depressed » (« depressed » signifiant « déprimé »).
En avril 2008, un jeu de société intitulé Googolopoly a été publié sur le site Box.net. Il s'agit d'une parodie du Monopoly, dans laquelle le but du jeu est de dominer le secteur de l'Internet, à l'instar de Google et de ses multiples émanations ; sur son plateau, les cartes « Chance » sont remplacées par des cartes « I'm Feeling Lucky ». Cependant, le jeu a dû être retiré pour des droits d'auteurs d'Hasbro.

## Équivalent sur d'autres moteurs de recherche
- Sur DuckDuckGo, une requête contenant un « ! » seul ou commençant par « \ » redirige vers le premier résultat.